# Project Gotham Racing
Project Gotham Racing – brytyjska gra komputerowa wyprodukowana przez Bizarre Creations oraz wydana przez Microsoft Game Studios 14 listopada 2001 roku.

## Rozgrywka
Project Gotham Racing jest samochodową grą wyścigową.
Akcja gry ma miejsce m.in. w Tokio, San Francisco i Londynie. Każde miasto zostało podzielone na trzy dzielnice. W każdej dzielnicy znalazło się 17 torów. W grze znalazło się około 30 samochodów w tym modele licencjonowane. Samochody zużywają się oraz mogą zostać uszkodzone.
Rozgrywka została podzielona na trzy tryby – Arcade i Quick race a główny tryb Kudos składa się z 12 wyzwań, w których gracz podczas jazdy może wykonać kilka zadań.